# 帕佩隆市

帕佩隆市（西班牙語：Municipio Papelón），是委內瑞拉的一個市，位於該國西北部波圖格薩州，首府設於帕佩隆，面積2,203平方公里，海拔高度110米，2001年人口13,090，人口密度每平方公里5.9人。